# 塔蘭妮·阿莉多絲蒂
塔蘭妮·阿莉多絲蒂（波斯語：  ترانه عليدوستی，1984年1月12日—）是一名伊朗女演员。她是《推销员》（2016年）的女主角，该片获得第89届奥斯卡金像奖最佳外语片奖。她获得了各种荣誉，包括Crystal Simorgh奖、伊朗电影庆典奖，以及伊朗影评人和作家协会奖。她还因出演《美麗之城》（2003年）、《煙花星期三》（2006年）、《關於伊麗》（2009年）、《沙札德》（2015－2018年）、《萊拉兄弟》（2022年）而闻名。
阿米尼示威期間有抗議者被處決，塔蘭妮·阿莉多絲蒂對此不滿並批評伊朗當局，結果一度遭到伊朗當局的逮捕。在繳納了保釋金後塔蘭妮·阿莉多絲蒂獲釋。

## 電影作品
- 2003年：《美麗之城》(شهر زیبا)
- 2006年：《煙花星期三》(چهارشنبه‌سوری)
- 2009年：《關於伊麗》(درباره الی)
- 2016年：《推销员》（فروشنده‎）
- 2022年：《萊拉兄弟》（برادران لیلا）
- 2022年：《德黑蘭雙面疑雲》(تفریق)

## 外部連結
- 官方網站 （页面存档备份，存于）
- 塔蘭妮·阿莉多絲蒂在互联网电影资料库（IMDb）上的資料（英文）
- 塔蘭妮·阿莉多絲蒂的X（前Twitter）
- 塔蘭妮·阿莉多絲蒂的Instagram帳戶